# Aleteia
Aleteia è un portale di notizie e informazioni cattolico online lanciato nel 2013. Il progetto è nato con sei lingue, inglese, spagnolo, francese, italiano, portoghese e arabo. Successivamente si sono aggiunte le edizioni in polacco e sloveno, mentre quella araba è stata chiusa il 24 novembre 2020 e quella italiana il 28 febbraio 2023..
L'origine del nome è la parola alétheia (greco antico: ἀλήθεια), che significa verità o rivelazione in filosofia. Fu usato nell'antica filosofia greca e rianimato nel XX secolo da Martin Heidegger.

## Storia
Il fondatore ed editore è il giornalista Jesús Colina, che nella presentazione del portale ha affermato di voler fare "un giornalismo professionale la cui antropologia è aperta alla trascendenza".
Il progetto è gestito dalla Fondazione per l'evangelizzazione attraverso i media, creata a Roma nel 2011 con un team di 37 giornalisti e tecnici e presieduta da Olivier Bonnassies, Bruno Riviere de Precourt. L'iniziativa è nata con l'approvazione del Pontificio consiglio delle comunicazioni sociali e del Pontificio consiglio per la promozione della nuova evangelizzazione.
Da luglio 2015, il gruppo Media-Participations è l'operatore aziendale di Aleteia. Media-Participations è un gruppo europeo di media, leader di mercato nell'editoria cartacea, nella produzione audiovisiva e nei media digitali. Ha più di 40 editoriali e pubblica più di 10 titoli di riviste specializzate.
Il 28 febbraio 2023 l'edizione italiana cessa le pubblicazioni a causa di gravi difficoltà finanziarie.. In precedenza era stata chiusa l’edizione araba. 

## Premi
- 2017 - Premio Bravo! di nuove tecnologie.[9]
- 2018 - "Miglior sito web per editori generali" - Catholic Press Association degli Stati Uniti e del Canada.[10]